# Charles Smith
Charles Smith, född 5 september 1843 i Latham Grange i Arbroath i Storbritannien, död 1882, var en brittisk ingenjör och företagsledare.
Charles Smith växte upp i Arbroath i Forfarshire. Från sexton års ålder var han under tre år lärling hos Randolph Elder and Co. i Glasgow. och utbildade sig därefter till ingenjör på Dollar College utanför Stirling. År 1865 blev han chefsritare på John Elder and Co. 
Charles Smith blev 1870 vid 27 års ålder chef för verkstadsföretaget T. Richardson and Sons i Hartlepool.  Han är känd för att 1872 lagt fram förslag till de styrande i Middlesbrough på en hängfärja över floden Tees. Han kallade sin konstruktion för “bridge ferry”. Idén accepterades dock inte då, utan först mer än 20 år senare.
Han blev partner i T. Richardson and Sons 1878 och medlem i Hartlepools råd. 